# Sagenomella diversispora
Sagenomella diversispora är en svampart som först beskrevs av J.F.H. Beyma, och fick sitt nu gällande namn av W. Gams 1978. Sagenomella diversispora ingår i släktet Sagenomella och familjen Trichocomaceae.   Inga underarter finns listade i Catalogue of Life.